# Dendrilla membranosa
Dendrilla membranosa är en svampdjursart som först beskrevs av Peter Simon Pallas 1766.  Dendrilla membranosa ingår i släktet Dendrilla och familjen Darwinellidae.
Artens utbredningsområde är Indiska oceanen. Inga underarter finns listade i Catalogue of Life.